# El Serrat
El Serrat je nejsevernější obec v Andoře. Nachází se ve farnosti Ordino. Je vyhledávané lyžaři i turisty. Leží v nadmořské výšce 2367 m n. m. Souřadnice města jsou 42° 37′ zem.š ířky a 1° 33′ zem. délky.